# Василе Урсу Никола
Василе Урсу Никола (рум. Vasile Ursu Nicula), познат и као Хореа (Арад, 1731. - Алба Јулија, 28. фебруар 1785). Поред Јоан Оарга (рум. Ioan Oargă) познат и као Клошка и Марку Ђурђу (рум. Marcu Giurgiu) познат и као Кришан, био је вођа трансилавнијске сељачке буне из 1784. године. Буна у Трансилванији је избила због угарске власти над Трансилванијом. У то време аутроуграрски цар је био Јосиф II. Буна је почела у селима Курекиу и Местеканиш, а затим се проширила на западне делове Трансилваније. Аустријска војска је угушила буну, вође буне су биле издате и ухапшене. Кришан је извршио самоубиство вешањем у затвору у Алба Јулији, а Хореа и Клошка су јавно погубљени у месту Алба Јулија 28. фебруара 1785. године.

## Устанак
Дана 28. октобра 1784. године на недељној пијаци  у месту Брад (округ Хунедоара), Кришан, један од три вође устанака, позвао је румунске сељаке који су дошли на пијацу да се следеће недеље окупе у највећем броју у цркви у месту Местеакан. Да га власти не би виделе, сакривен испод моста преко реке Криш, позвао је ка себи сељаке рекавши да је Хореа добио краљево наређење да се Румуни мобилизују и крену у напад против Мађара. Да би био убедљивији, показао је златни крст за који је рекао да је Хореа добио од самог цара Јосифа другог.
Као резултат тога 31. октобра 1784. године у недељу, неколико стотина сељака (историјски извори сведоче да је било око 200 до 600 људи) окупило се у цркви код места Местеакан, где им је Кришан након верске службе рекао да је Јосиф II одлучио да румунски кметови од сада раде по један дан и да су дужни да плате или у супротном да иду у Алба Јулију да се упишу у војску. Након тога сељаци су били принуђени да се заклињу у цркву да ће пратити Кришана до Алба Јулије. Свештеник је такође потврдио да је истина то што је Кришан реако.
Кришан је замолио сељаке да од куће понесу храну за четири дана и да се нађу у месту Куреки и да до тамо да иду обилазницом да их власти не зауставе. У међувремену, заменик команданта Заранде, Холаки Истван, послао је два племића Гал Михали из Баја де Криш и племића Налацки Фаркас из места Брад, заједно са неколико војника да ухапсе вође устанка.
У месту Курекиу су сељаци стигли 1. новембра, тамо су преноћили. Племићи су сазнали где је Кришанова кућа и са војницима су ушли у село. Међутим, то су осетили сељаци који су их одмах напали и убили два племића и претукли војнике.
Следећег дана, 2. новембра, Кришан је окупио сељаке ван села, тражећи од њих да наставе даље. Сељаци су се плашили да су њихове породице које су остале код куће у опасности. У тој ситуацији, Кришан је повео сељаке у цркву у село, рекавши им да је наређење, наиме да се убију и пљачкају сви мађарски племићи, царева заповест.
По наређењу, гомила сељака се одмах окупила у селу Кришчор. Без најаве, племство је било нападнуто. Једна страна је успела да побегне, друга је побијена. Побуњеници су пљачкали племску имовину укључујући и католичку цркву. Истог дана око 15 сати, побуњеници на челу са Кришаном, су се упутили према месту Брад. Племство је било затечено. Неки племићи су се склонили заједно са пордицама у цркву. Побуњеници су успели да уђу у цркву, убили су неколико племића, а један део су заробили и после неколико дана су их крстили у православну веру. Погинуло је укупно 15 чланова племићких породица.
Побуњеници из места Брад су се поделили у две групе:
- једна група се упутила ка месту Рибица
- друга ка месту Михаилени

Група побуњеника која је кренула ка месту Рибица, стигла је на  одредиште ујутру, дана 3. новембра. Један део племства су успели да се сакрију код грофа Рибикзеи Јосефа, одакле су успели да опиру нападу побуњеника. За то време убивши девет сељака који су их напали. Отпор је престао када су сељаци запалили кућу у којој су се племићи бранили. Почели су да их убијају док су излазили из запаљене куће. Међу племићким породицама било је четрдесет две жртве, највише из породице Рибикзеи. На породицу Рибикзеи су локални сељаци и рудари имали много жалби у прошлости због злоупотребе над сељацима и рударима. Сељаци су опљачкали племићку имовину и католичку цркву.
Друга група која се упутила у место Михаилени, такође су крали и напали неколико чланова племићких продоица. Истог дана су сељани из места Харцагани кренули ка месту Трестија да би напали генерала Гјулај Ференца. Сељани су успели да опустоше и украду имовину Гјулај Ференца. Украли су и 50 килограма барута.
У месту Бајица, побуњеници су успели да опустоше два имања, а немири су се брзо ширили у местима Оћу, Аћуа, Аћуица, Плешкуца, Халамађију и Халамађел, тако што су уништавали, пљачкали и спаљивали и друга имања која су припадала племству.
4. новембра, једна група побуњеника је напала Баја де Криш, где су четири племића била убијена, половина становника која нису били Румуни крштени су у православну веру. Црквена имовина и имовина становника који нису били Румуни била је уништена и покрадена.
5. новембра, уништена је имовина грофа Бетлера Јозефа. Истога дана спаљена је имовина властеле Холаки Пала из места Аћуца. Нису били нападнути само војници који су служили цару Јосифу II.

Како се устанак брзо ширио, сељаци су заузели цео Заран. Затворили су путеве, предузели сопствене мере безбедности, чак уводећи румунске „пасоше“. Текст из једног пасоша:
„Пасус. Свима онима који су вредни да знају, поштеним свештеницима.....дајемо у земљи заповест који су примили краљевску милост..... Месица, октобар 30., лета господњег 1784. године."
Из круга Заранда, устанак се ширио у округу Хунедоара. На устанак су се подигла и сва села са десне стране реке Муреш. Из места Деве, побуњеници крећу у три правца: на доле од Муреша, а затим пролазе кроз округ Арад; кроз долину Стреј; у округу Алба.
Села из округа су се подигла на устанак, нападајући и пљачкајући имовину племства из Сулигите, Кишкадага и Бајица. У месту Илија убили су комплетну породицу једног племића и католичког свештеника. Нису били поштеђени ни деца ни жене. Устанак се проширио на села из округа Арад. Циљ устаника је био замак Сзалбек. На крају су успели да га освоје, опљачкајући замак.
У месту Савршина, где се налазио замак грофа Фораи Андраса, властела је покушала да одбрани замак. Побуњеници су успели да опустоше замак, оно што нису могли да украду, запалили су. Поред замка палили су и куће властеле, куће католичких занатлија, немачких или мађарских, римско-католичку парохију. У месту Винешти су опљачкали католичку цркву.
Велику штету су начинили устаници у месту Рау де Мори и Вад, укључујући и католичку цркву у последњем селу, а један грађанин је убијен у месту Зеикани. Побуна је наставила да се шири у селима Тамастелек, Сливашул де Жос, Матешти, где су се одигравале исте сцене устанка до 13. новембра.
Циљ устанка је углавном био укидање феудализма, укидање пореза које плаћају сви поданици аустријске круне. Устанак ће ускоро добити акценат националне борбе против мађарске племићке класе. Устанак се изузетно брзо проширио по готово по целој Транциванији, али у неолико насеља, мађарска валстела је успела да угуши устанак.
Хореа је 14. децембрa 1784. одлучио да прекине борбу и да се сакрије до пролећа наредне године, а после тога наставио би устанак. Сакрио се заједно са Клошком у шумама око свог родног села, Албак, али су га аустријске трупе заробиле 27. децембар 1784. Међу тим издајницима су биле и слуге из околине, а чини се да су неки од њих били и рођаци. Месец дана после, заробљен је и трећи вођа сељачког устанка Кришан.
Хореа и Клошка су затворени у граду Алба Јулија и подвргнути испитивањима, посебно зато што је мађарска властела желела да сазна како се устанак тако брзо и у тако великом обиму проширио. Испитивање се састојало од 118 питања, али су вође устанка одбила да признају било какву везу са устанком румунских кметова. 24. фебруар 1785. године Хореа и Клошка су саслушани шест пута али истражитељи нису ништа сазнали.
Да би се Румуни уверили да су вође устанка заробљени Хореа и Клошка су били вођени по селима у којима су избили устанци. Били су вођени по селима Алба Јулија, Винту де Жос, Шибот-Ораштије, Дева, Шојмаш, Боблна, Георгиу, Инури и Вупар.

## Смрт
Осуђен на смрт, Хореа је био мучен до смрти, развучен на точак, 28. фебруар 1785. године заједно са Клошком на малом брду близу тврђаве Алба Јулија.
Хореа је написао у својој ћелији тестамент 25. фебруара 1785. године. Тестамент је написао свештеник Николае Рација.
Ово је била последња смртна казна мучењем од стране Светог римског царства. Желели су што више да уплаше румунске кметове, па је употребљена ова крајње оштра казна, која је била обично само за лопове и убице.
 Њихова тела су потом била раскомадана на делове и изложена у разним селима и градовима Трансилваније, где су избили устанци како би их обесхрабрили у будућим акцијама ове врсте.
Без могућности да се потврди из поузданих историјских извора, сматра се да би Хореина десна рука била изложена у месту Горунул, тамо где је Хореа имао састанке са побуњеницима.

## Галерија слика
- Василе Урсу Никола (Хореа) - пронађена слика у једној цркви у општини Хореа
- Биста Хорее, скулптура у дрвету - Алба Јулија
- Биста Хорее из родног града
- Историјски споменик - Хореин храст

## Додатна библиографија
- Horea în publicistica românească de acum un veac, Николае Eдроиу, Eдиција Даћија, 1985